# Tecmo World Cup Soccer
Tecmo World Cup Soccer är ett fotbollsspel till NES. Spelet släpptes 1990 av Tecmo, och är précis som namnet antyder ett fotbollsspel baserat på VM.

### Fotnoter
1. ↑  ”Tecmo World Cup Soccer”. NES DB. 27 februari 1990. Arkiverad från originalet den 29 april 2014. https://web.archive.org/web/20140429075654/http://www.nesdb.se/game_more.php?id=2&rid=2. Läst 28 april 2014.